# Hermann Huber (Richter)
Hermann Huber war ein deutscher Richter.

## Leben
Huber war Direktor des Landgerichts Mannheim.
Am 20. Januar 1960 wurde Huber mit 71 von 73 Stimmen vom Landtag von Baden-Württemberg als Nachfolger des zurückgetretenen Robert Weber zum stellvertretenden Richter am Staatsgerichtshof für das Land Baden-Württemberg gewählt. Er amtierte bis 1967.
1977 wurde Huber die Verdienstmedaille des Landes Baden-Württemberg verliehen.